# Palachia macrops
Palachia macrops är en stekelart som beskrevs av Boucek 1998. Palachia macrops ingår i släktet Palachia och familjen gallglanssteklar.
Artens utbredningsområde är Laos. Inga underarter finns listade i Catalogue of Life.